# Banda de 10m
La banda de 10m es la última banda HF. Por esa razón comparte algunos modos de propagación de las bandas VHF.
Banda caprichosa, voluble y sumamente dependiente de la ionización - y por ende, del ciclo solar -, la banda se abre con la aurora y puede seguir siendo usable aún algunas horas luego del ocaso.
Comparte con la banda de 6m una actividad Esporádica E entre mayo y agosto (esto es aplicable al hemisferio norte de nuestro planeta, para el hemisferio sur esta condición se da de noviembre a febrero), lo que la asemeja a las bandas VHF.
Tiene un ancho de banda respetable (1700 kHz, casi 6 veces más que la banda de 40m), y entre otras ventajas, tiene entre 28,200 y 28,300 MHz varias balizas que permiten monitorear la propagación.

## Antenas
Habitualmente, las antenas para la banda de 10m requieren un ancho de banda suficientemente grande como para abarcar sus 1,9 MHz.
De todas las bandas HF, es la que tiene las antenas de menores dimensiones. Un dipolo para esta banda mide unos 5 metros, un tamaño razonable para una Antena Yagi o para una Antena Dipolo. La Antena HB9CV, con sus dimensiones razonables, también es sumamente apreciada. Hay variedad de antenas verticales comerciales para esta banda.
Las antenas de CB son habitualmente modificadas (acortadas) por los radioaficionados para transmitir en esta banda.

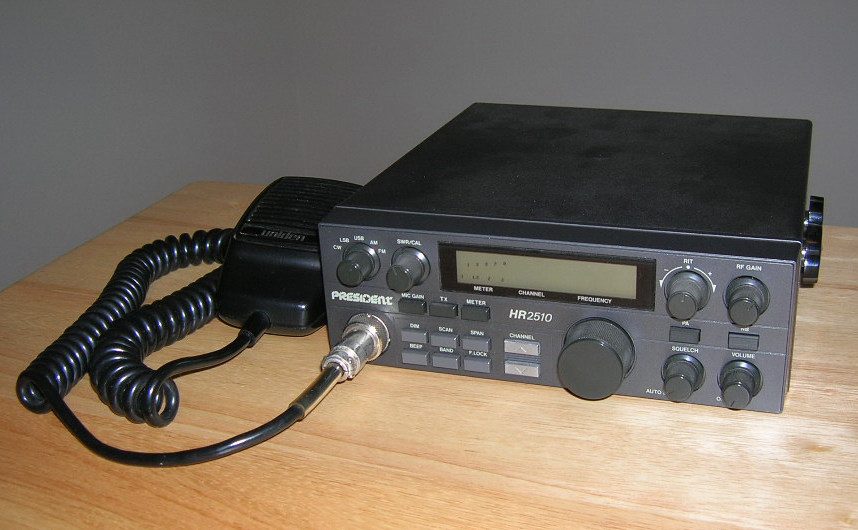
Un equipo apto para la transmisión en la Banda de 10 metros.

## Propagación
Esta banda se comporta de manera similar a la banda de 6m: Tiene funcionamiento de banda HF y de banda VHF, utilizando los mecanismos de propagación de ambas. Es una banda muy favorable para el DX durante el día únicamente en años de alta actividad solar, cuando la MUF sube lo suficiente.

## Ancho de banda

### Región 1
Cubre las frecuencias desde los 28,000 hasta 29,700 MHz. 
A

### Región 2
En la Región 2 IARU: de 28,000 a 29,700 MHz.

### Región 3
En la Región 3 IARU: de 28,000 a 29,700 MHz.